# Alexander Wesselsky

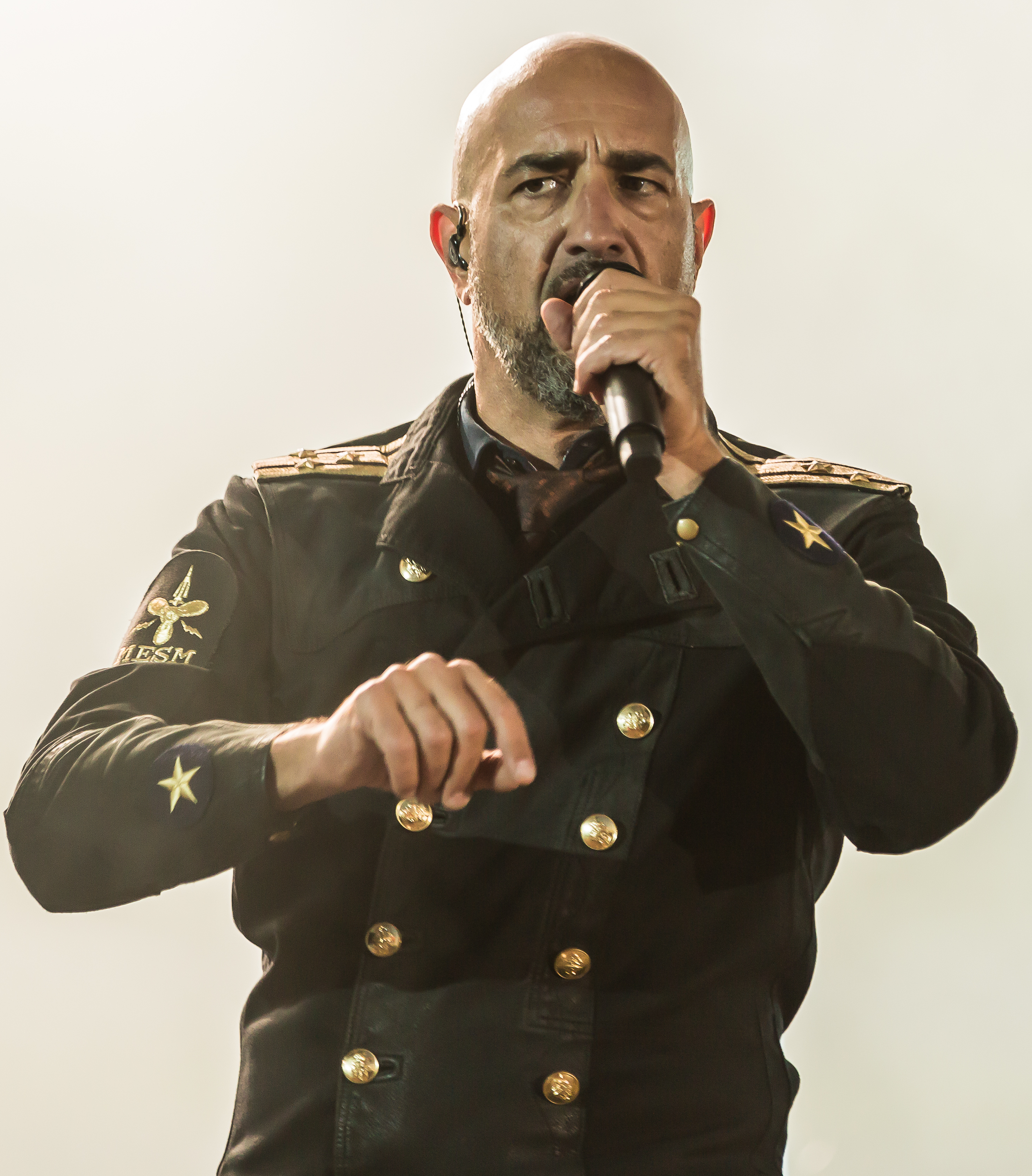
Wesselsky mit Eisbrecher (2018)

Alexander Wesselsky (* 18. November 1968 in Augsburg) ist ein deutscher Sänger und Fernsehmoderator. Er ist auch bekannt als Alexx oder als Der Checker. Wesselsky ist Gründer der Rockbands Megaherz und Eisbrecher.

## Leben
Wesselsky besuchte die Grundschule im oberbayerischen Eichenau und trat 1979 auf das Viscardi-Gymnasium Fürstenfeldbruck über. Berufsbegleitend absolvierte er einen Bildungsgang an der Bayerischen Akademie für Werbung und Marketing (BAW) mit einem Abschluss als Medienmarketingfachwirt (BAW) und studierte anschließend Geisteswissenschaften (Geschichte, Anglistik, Germanistik, Medienwissenschaften) mit einem Abschluss als M.A. Phil.

## Musiker

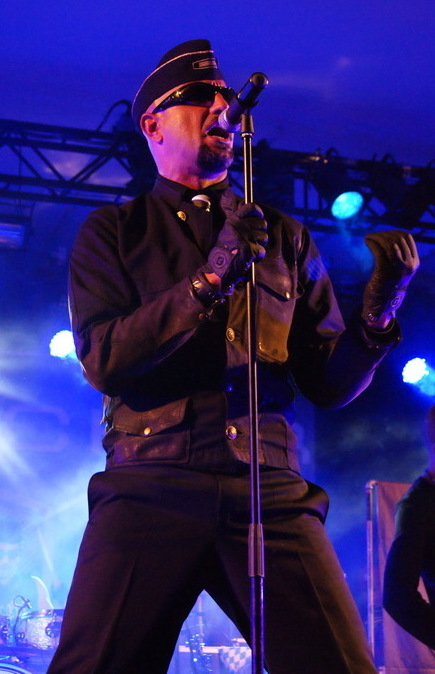
Alexx Wesselsky (2010)

### Anfangszeit
Mit sieben Jahren begann Wesselsky Gitarre zu spielen. Im Jahr 1985 spielte er in seiner ersten Band Dale Arden als Frontman und Bassist. Außerdem erstellte er zusammen mit seinem Bandkollegen Noel Pix vier Lieder für die deutsche Fassung des Pokémon-Franchise. Mit der Münchener Rockband IFF nahm er das Lied Königin der Nacht auf. Auf dem 2015 veröffentlichten Tabaluga-Album Es lebe die Freundschaft singt Wesselsky ein Duett mit Peter Maffay.

### Megaherz
Wesselsky gründete 1993 mit Marc Bredtmann (Gitarre), Josef Kalleder (Bass), Tobias Trinkl (Schlagzeug) und Christian Scharinger (Keyboard) in München die Band Megaherz. Er war bis 2003 Frontsänger, Komponist und Texter dieser Band. Die Band wird der Neuen Deutschen Härte zugeordnet.

### Eisbrecher
Nach der Trennung von Megaherz gründete Wesselsky 2003 zusammen mit Noel Pix die Rockband Eisbrecher.

### Die Herren Wesselsky
Parallel zu seiner Arbeit mit Eisbrecher betreibt der Sänger seit dem Amphi-Festival 2013 das Nebenprojekt 'Die Herren Wesselsky' bzw. 'Wesselsky'. Gespielt werden unter anderem ältere (und sonst selten gespielte) Eisbrecher- und Megaherz-Songs.

## Moderator

### Der Checker
Der Checker ist eine Fernsehsendung, die von dem Fernsehsender DMAX produziert wurde. Wesselsky mimte dabei die Titelfigur, die mit dem namensgleichen amerikanischen Taximodell Checker Cab unterwegs war. Im Auftrag eines Kunden hatte er jeweils verschiedene Gebrauchtwagen „gecheckt“ und wählte dann einen aus, der anschließend rundum gewartet und übergeben wurde. Unterstützt wurde er hierbei von Lina van de Mars. 2010 lief die achte Staffel, nach deren Abschluss Wesselsky die Sendung verließ.

### Fort Boyard
In der vierten deutschen Staffel der Abenteuershow Fort Boyard, die von der Produktionsgesellschaft Tresor TV für Kabel eins im Jahr 2010 gedreht wurde, moderiert Wesselsky an der Seite der ran-Moderatorin Andrea Kaiser. In der Sendung treten jeweils zwei Promi-Trios für einen guten Zweck gegeneinander an. Die insgesamt neun Folgen wurden zwischen 11. Januar und März 2011 erstausgestrahlt.

### Auto gebraucht
Ab 10. September 2011 wurde an zwei Samstagen je eine Folge der neuen Gebrauchtwagenserie Auto gebraucht auf Kabel eins ausgestrahlt.

### Auftrag Auto
Ab März 2013 war Wesselsky auf Sport1 zusammen mit der Schweizer Rennfahrerin Cyndie Allemann zu sehen (20 Folgen in zwei Staffeln).

### Goldtimer
Ab dem 27. Februar 2017 präsentierte Alexx auf DMAX die Sendung Goldtimer (vier Folgen in einer Staffel).

## Schauspieler

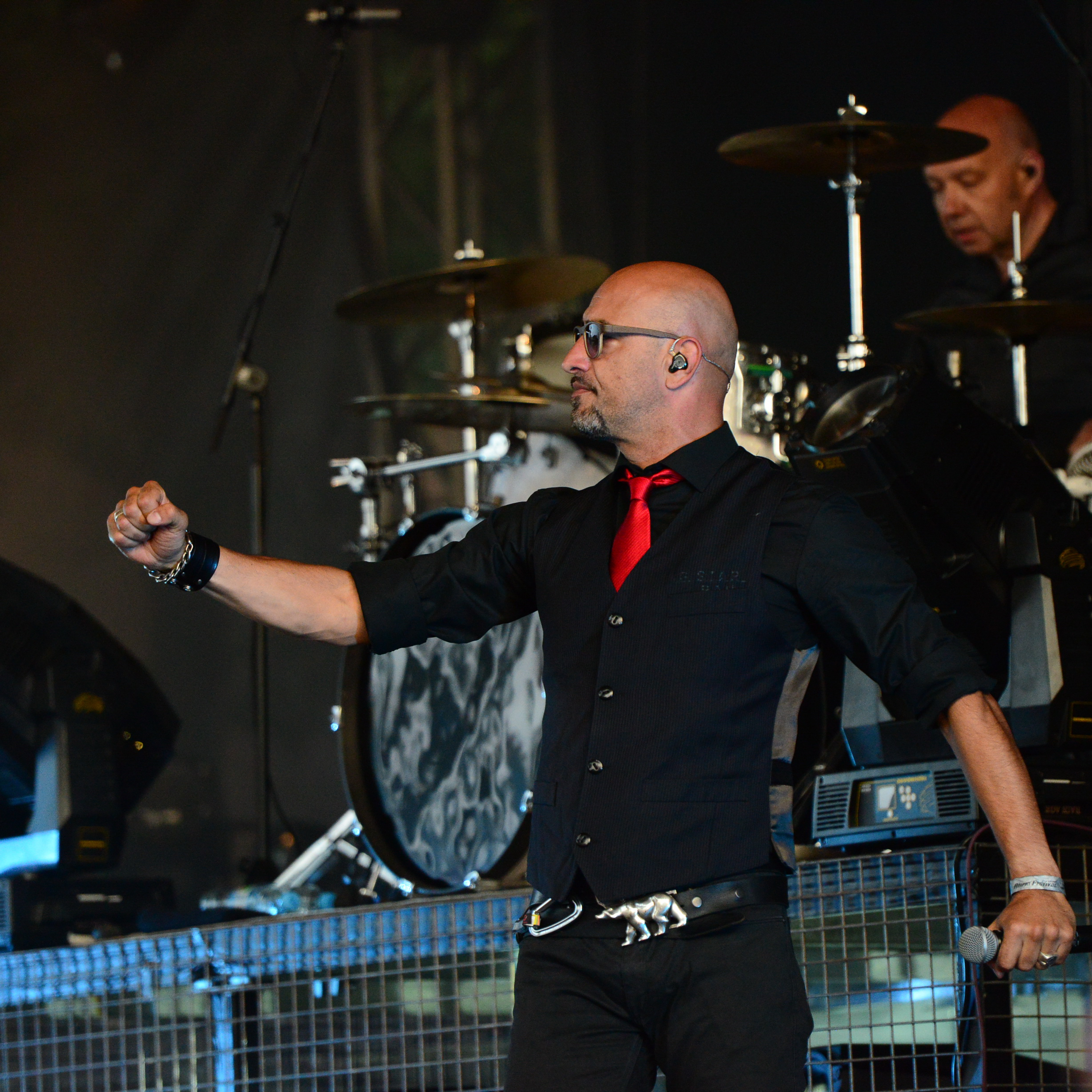
Wesselsky im Jahr 2014

Alexx stand schon mehrfach auf der Theaterbühne. Er wirkte in drei Produktionen des Münchner theater ... und so fort mit.
- 1997 Die geschlossene Gesellschaft von Jean Paul Sartre
- 2003 wehr.krieg.macht von Heiko Dietz
- 2004 Die Trompeten von Jesolo von Heiko Dietz

In der Folge 177 der Fernsehserie Hubert ohne Staller Die Kunst des Einbrechens (Erstausstrahlung 31. Januar 2024) spielte er den Galeristen Hartmut Weber.

## Diskografie

### Eisbrecher
Siehe Eisbrecher (Band)/Diskografie